# János Nádasdy

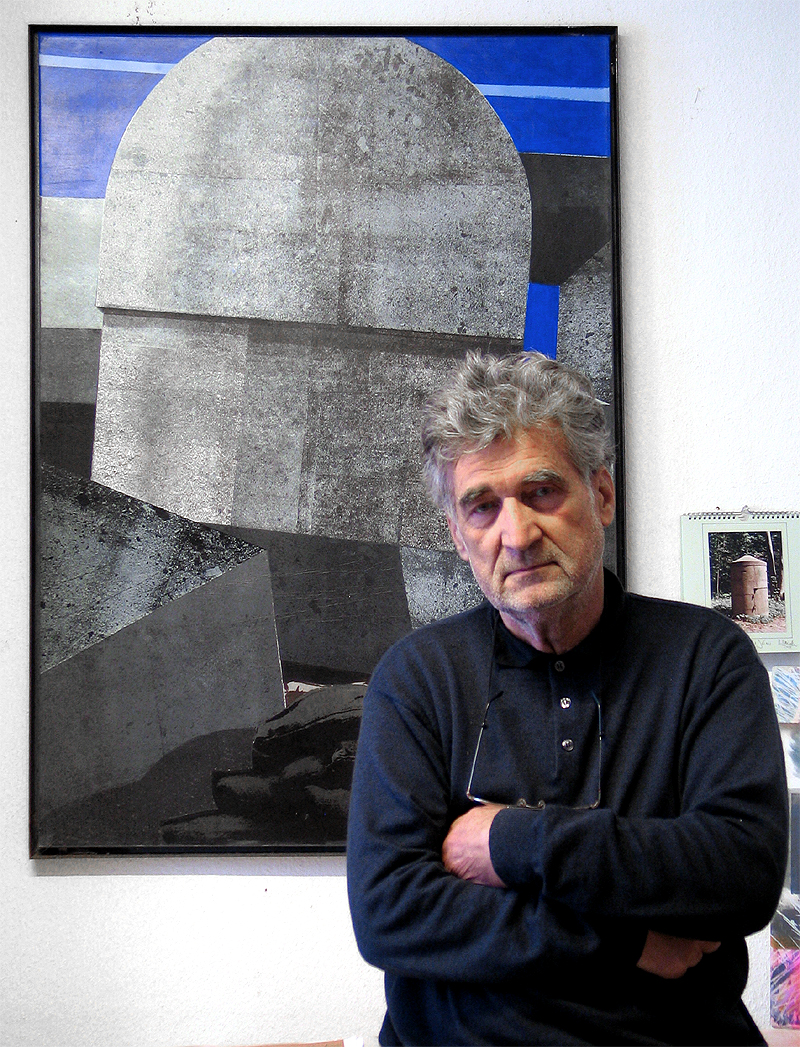
János Nádasdy

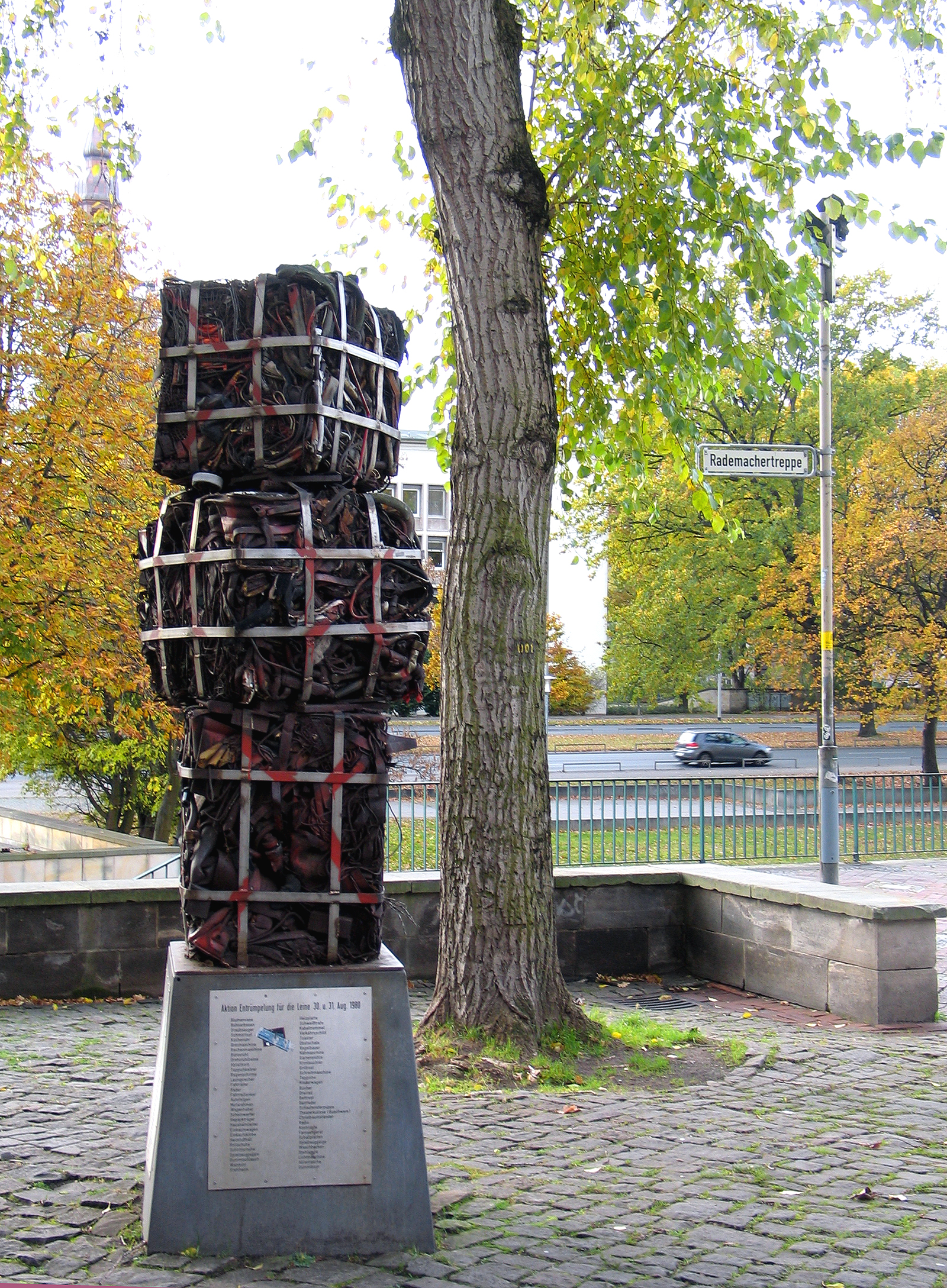
Instalacja Pomnik Kurta Schwittersa i Karla Jakoba Hirscha

János Nádasdy (ur. 19 lipca 1939 w Szigetszentmiklós) – węgierski malarz, grafik i artysta wizualny.
Edukację plastyczną rozpoczął w Budapeszcie, ale po upadku powstania węgierskiego wyemigrował, początkowo do Wiednia, potem do Urugwaju. W latach 1957–1960 studiował na Escuela National de Bellas Artes w Montevideo. W 1962 roku zdecydował się na powrót do Europy. W latach 1965–1970 studiował malarstwo i grafikę w Werkkunstschule w Hanowerze. Od 1971 do 1995 roku pracował jako wykładowca przedmiotów artystycznych.
Na jego twórczość składają się prace graficzne, wielkoformatowe kolorowe rysunki, rzeźby z nietypowych tworzyw (m.in. pnie drzew, złom metalowy) oraz happeningi w przestrzeni publicznej. Nawiązuje m.in. do prac Kurta Schwittersa.

## Wystawy, instalacje
- 1969 Herbstausstellung Niedersächsischer Künstler, Kunstverein Hannover
- 1972 Bötcherstraße, Brema (indywidualna)
- 1975 Grafik aus Niedersachsen, Kunstverein Hannover
- 1977 Erste Leine-Entrümpelungsaktion für den Kurt-Schwitters-Platz, Hannover
- 1980 Mensch und Umwelt?, Wissenschaftszentrum Bonn (indywidualna)
- 1983 Deutscher Künstlerbund, Gropiushaus, Berlin
- 1985 Deutscher Künstlerbund, Kunstverein Hannover
- 1989
  - Galerie Apex, Getynga
  - Das verschollene Merzbild von Kurt Schwitters Sprengel Museum, Hanower (indywidualna)
- 1993 Intern. Print Biennial, Maastricht
- 1995 Frühlingserwachen, Kunstverein Hannover
- 1999 Menschenbilder, Kunstforum Nord, Schwerin
- 2003 Międzynarodowe Triennale Grafiki w Krakowie
- 2005 Duna Galérie, Budapeszt
- 2007
  - Horst-Jansen-Museum, Oldenburg
  - Kunst in der Emigration, Kunsthalle, Szentendre
- 2008 Wintergärten IV – Utopia, Gärten der Zukunft, Hanower
- 2009 Niemandsland, Pecs Gallery &Visual Arts Workshop, Pecz
- 2010
  - Instalacja Falschfahrer Vierthaler Teich Hanower
  - Lenin in Erklärungsnot Berlin
- 2011 János Nádasdy gemeinsame Ausstellung mit Leiv Donnan, KUBUS Hannover,
- 2014 Niemandsland Schloss Landestrost, Neustadt am Rübenberge

## Źródła
- Sylwetka artysty. kuenstler.haz.de. [zarchiwizowane z tego adresu (2010-09-06)]. w Hannoversche Allgemeine
- Strona artysty